# メタルグレイモン
メタルグレイモンは
1. 『デジタルモンスター』シリーズに登場する架空の生命体・デジタルモンスターの一種。
2. 『デジモンアドベンチャー』の登場人物・アグモンの完全体。

## 概要
登場はデジタルモンスターVer.1。グレイモンが肉体改造で身体の半分をサイボーグ化したサイボーグ型デジモン。
初登場当時は体が青いデザイン（後にウィルス種は青い身体とされる）のものだったが、『デジモンアドベンチャー』でグレイモンの黄色い体色を受け継いだワクチン種のメタルグレイモンが登場し、さらにデジモンペンデュラムでもフォルダ大陸の黄色いメタルグレイモンが登場し、そちらがデファクトスタンダードとなった節があるが、同時に以前までの青いメタルグレイモンが「不完全」などの設定が付いたため、初期からのメタルグレイモンのファンから不満が挙がることもあった。同時に『デジモンアドベンチャー02』よりブラックウォーグレイモンが作中に登場したが、大抵のゲームではこのブラックウォーグレイモンへと進化するのが青いメタルグレイモンとなる。また、進化後のウォーグレイモンのブレイブシールドには勇気の紋章が刻まれているが、その一方でブラックウォーグレイモンのブレイブシールドにはそれが無いことからメタルグレイモンの進化にも関係性がある可能性がある。

## 種族としてのメタルグレイモン
自ら全身の半分以上をサイボーグ化することで、戦闘力を高めたグレイモン系デジモンの完全体。手術の際に生命活動を大幅に長くすることができたが、拒絶反応により肉体が青く変色している。完全機械化された金属製の左腕「トライデントアーム」などの武器群に加え、6枚の翼を使っての飛行能力も獲得した。
また、攻撃力は核弾頭一発分に匹敵するといわれ、その一撃を受けるとレベルの低いデジモンなどは跡形も残さず消滅する。

### 基本データ
なお、登場当時は絶大な人気を誇っていたが、ワクチン種の登場などで立場が失われ絶滅状態となっていたが、『デジモンジントリックス02』にて久し振りに登場した。
黄色のメタルグレイモン登場までは、この状態がワクチン種として扱われることもあった。
- 世代/完全体
- タイプ/サイボーグ型
- 属性/ウィルス
- 必殺技/ギガデストロイヤー、トライデントアーム
- 得意技/メタルスラッシュ、リベンジフレイム、強化クロー、ブースタークロー
- 装備/トライデントアーム
- 勢力/メタルエンパイア

必殺技
ギガデストロイヤー
胸の部分にあるハッチを開いて核弾頭一発分に匹敵するといわれる破壊力を持つ有機体系ミサイルを発射する。
トライデントアーム
ワイヤー状になっている左手のアームを相手に目掛けて飛ばす。

### ワクチン種
ファイル島より高度なサイボーグ化技術により、拒絶反応を起こすことなく進化することに成功し、より強力なパワーを引き出している黄色のメタルグレイモン。進化するためには、襲い来る強敵を倒し、勝ち抜いていかなければならないとされる。
前述のように基本種より遅れて登場したが、その後こちらがデファクトスタンダードとなった。
現在はデジモンジントリックスや『デジモンストーリー』などにおいてはクロスウォーズ版（後述）と区別するため「メタルグレイモンL」の名前で登場している。
- 世代/完全体
- タイプ/サイボーグ型
- 属性/ワクチン
- 必殺技/ギガデストロイヤー、トライデントアーム、ジガストーム
- 得意技/メタルアーム、メタルスラッシュ、メタルスラッシュ改、テラデストロイヤー、オーヴァフレイム
- 勢力/メタルエンパイア（ウィルスバスターズ）

必殺技
ジガストーム
胸部の発射口から高熱のエネルギー波を噴出する。

### ワクチン種X抗体版
より角ばったデザインに変更された。体の肉体部分と機械部分が完全なバランスの元で調整されている。左腕のトライデントアームの破壊力はギガデストロイヤーに匹敵するまでに強化された。
2021年3月19日にデジモンウェブのデジモン図鑑に追加され、詳細設定が判明した。
- 世代/完全体
- タイプ/サイボーグ型
- 属性/ワクチン
- 必殺技/トライデントアームVER9.9、ギガデストロイヤー

必殺技
トライデントアームVER9.9
トライデントアームで敵を叩き斬る。

### ウィルス種X抗体版
全身の機械部分が大幅にアップデートされ、何より左腕のトライデントアームはワクチン種のものとは違う可変式の「アルタラウス」と呼ばれる独自のものに変更されているのが特徴。このアルタラウスは格闘用のブリッツモードと砲撃用のブラスターモードを使い分けることができる。また、最大出力で音速を超えるエナジーブースターも装備した。
- 世代/完全体
- タイプ/サイボーグ型
- 属性/ウィルス
- 必殺技/エネルギアブリッツ、パンデミックデストロイヤー

必殺技
エネルギアブリッツ
ブリッツモードで発動。背部のエナジーブースターを限界速度で飛行し、敵を貫く。
パンデミックデストロイヤー
ブラスターモードで発動。掠っただけで敵のデジコアを腐敗させる災害指定される程の感染力と毒性を持っているウィルス性のエネルギーを撃ち込む。

### クロスウォーズ版
アニメおよび漫画『デジモンクロスウォーズ』で初登場。
グレイモン（クロスウォーズ版）がメイルバードラモンの装甲を纏った「戦術強化形態」で、接近戦闘に特化したグレイモンに高い火力を与え、複数の相手にも対応できるようになった。トライデントアームやギガデストロイヤーといった必殺技はオリジナルと同じだが、機械にあたる部分がメイルバードラモンの頭部になるなど、その姿は大きく異なっている。
2010年9月17日にデジモンウェブのデジモン図鑑に追加され、詳細設定が判明し、さらに2020年10月2日に世代・属性が判明した。
- 世代/完全体(クロスウォーズ)
- タイプ/サイボーグ型
- 属性/ウィルス
- 必殺技/トライデントアーム、ギガデストロイヤー

必殺技
トライデントアーム
グレイモンのパワーに超高熱の爪を与えることで攻撃力を格段にアップさせた技。
ギガデストロイヤー
周囲にいるすべての敵に超高エネルギーの追尾レーザービームを照射する殲滅技。

### メタルグレイモン＋サイバーランチャー
サイバードラモンが武器（名称は強力な長距離砲である「サイバーランチャー」）となって他のデジモンに力を貸す『武装重火器形態』。
アニメおよび漫画『デジモンクロスウォーズ』ではメタルグレイモンにサイバードラモンがデジクロスした姿として登場。
2011年1月7日にデジモンウェブのデジモン図鑑に追加され、詳細設定が判明し、さらに2020年10月2日に世代・属性が判明した。
- 世代/完全体(クロスウォーズ)
- タイプ/強化型
- 属性/ウィルス
- 必殺技/サイバーギガンティックランチャー、コロナル・マス・エジェクション

必殺技
全て設定のみで、登場作品内では未使用。
サイバーギガンティックランチャー
全エネルギーを凝縮して撃ち出す最大の攻撃力を誇る必殺技。
コロナル・マス・エジェクション
火力は落ちるものの全砲門を解放して多数の敵を攻撃できる技。また、この技と併せて敵を殲滅するため発揮される。

### メタルグレイモン：アルタラウスモード
アニメ『デジモンアドベンチャー:』で初登場。
上半身の機械化で強力なパワーを手に入れたメタルグレイモンが、右腕にさらなる機械化を施してアップデート。潜り抜けた激戦の蓄積と、迫り来る強敵に対抗するため右腕を「アルタラウス」という長大なエネルギー砲へと換装した。近接・遠距離双方で完全な戦闘能力を発揮し、どんな強敵と遭遇したとしても打ち破る改装を成した。
2020年10月26日にデジモンウェブのデジモン図鑑に追加され、詳細設定が判明した。
- 世代/完全体
- タイプ/サイボーグ型
- 属性/ワクチン
- 必殺技/ポジトロンブラスター、アルタブレード、ギガデストロイヤー、トライデントアーム、ジガストーム

必殺技
ポジトロンブラスター
アルタラウスにエネルギーを集中して亜光速の砲撃を放つ。
アルタブレード
蓄積したエネルギーを刃とした陽電子剣。

### 亜種・関連種・その他
アグモン
グレイモン
ジオグレイモン
ウォーグレイモン
ライズグレイモン
容姿がメタルグレイモン（ワクチン種）によく似ているが、左腕にはトライデントアームではなく火器が備えられており、翼も機械化されている。
シャイングレイモン
ビクトリーグレイモン
アンドロモン
サイボーグ化の技術の元になった存在。
キメラモン
毛髪のパーツが転用されている。
ムゲンドラモン
左腕のトライデントアームが転用されている。
ランページグレイモン
メタルグレイモン（クロスウォーズ版）がバリスタモンとドルルモンとデジクロスした姿。
漫画『デジモンクロスウォーズ』では第9話から第10話で登場。
デッカーグレイモン
メタルグレイモン（クロスウォーズ版）がデッカードラモンとデジクロスした姿。
アニメ『デジモンクロスウォーズ』で初登場。
ジークグレイモン
メタルグレイモン（クロスウォーズ版）の進化形態。
アニメおよび漫画『デジモンクロスウォーズ』で初登場。アニメ版では「超進化」と呼ぶ。
シャウトモンDX
ジークグレイモンがオメガシャウトモンとデジクロスした姿。
アニメおよび漫画『デジモンクロスウォーズ』で初登場。
シャウトモンX7
シャウトモンDXがバリスタモンとドルルモンとスターモンズとスパロウモンとデジクロスした姿。アニメおよび漫画『デジモンクロスウォーズ』で初登場。
シャウトモンEX6
シャウトモンDXがアトラーバリスタモンとイェーガードルルモンとラプタースパロウモンとデジクロスした姿。
漫画『デジモンクロスウォーズ』で初登場。

## 登場人物としてのメタルグレイモン

### デジモンアドベンチャーVテイマー01
ワクチン種。ネオの配下として登場。メタルエンパイアでゼロと激突するが敗北する。

### デジモンアドベンチャー・デジモンアドベンチャー02
声優は坂本千夏。アグモンが勇気の紋章によって進化した完全体。グレイモンより体が大きくなっている。ギガデストロイヤーの威力をある程度コントロールできる他、トライデントアームが射出可能になっているなど独自の設定も存在した。
『02』ではデジモンカイザーにより暗黒進化させられ、青いウィルス種に変貌するが、ライドラモンに制御のため付けられていたイービルスパイラルを破壊され元に戻った。その後、第41話で再びワクチン種に進化する。

### デジモンクロスウォーズ
声優は草尾毅。蒼沼キリハ率いる「ブルーフレア」のデジモンとしてグレイモンとメイルバードラモンがデジクロスした姿として登場。